# Červenica
Červenica és un poble i municipi d'Eslovàquia. Es troba a la regió de Prešov, al nord del país. La primera referència escrita de la vila data del 1427.

## Demografia
| Godina             | 1994 | 2004    | 2014    | 2024    |
| ------------------ | ---- | ------- | ------- | ------- |
| Nombre de persones | 585  | 759     | 918     | 1099    |
| Diferència         |      | +29,74% | +20,94% | +19,71% |

| Godina             | 2023 | 2024   |
| ------------------ | ---- | ------ |
| Nombre de persones | 1093 | 1099   |
| Diferència         |      | +0,54% |